# Targem Games
Targem Games est un développeur de jeux vidéo russe fondé en 2002 et basé à Iekaterinbourg.

## Liste de jeux
| Nom du jeu                           | Année de sortie   | Genre                      |
| ------------------------------------ | ----------------- | -------------------------- |
| Battle Mages                         | 2003              | RTS/RPG                    |
| Battle Mages: Sign of Darkness       | 2004              | RTS/RPG                    |
| Hard Truck Apocalypse                | 2005              | Combat motorisé/RPG        |
| Hard Truck Apocalypse: Rise of Clans | 2006              | Combat motorisé/RPG        |
| ExMachina: Arcade                    | 2007              | Combat motorisé            |
| Day Watch                            | 2007              | Tactiques au tour par tour |
| Sledgehammer / GearGrinder           | 2008              | Course/Combat motorisé     |
| The Swarm                            | 2008              | TPS                        |
| Clutch                               | 2009              | Course/Combat motorisé     |
| MorphX                               | 2010              | TPS                        |
| Insane 2                             | 2011              | Course                     |
| Armageddon Riders                    | 2011              | Course/Combat motorisé     |
| Battle vs. Chess                     | 2011              | Échecs                     |
| Planets Under Attack                 | 2012              | RTS                        |
| Star Conflict                        | 2012              | MMO/Vol spatiale           |
| Blazerush                            | 2014              | Course/Combat motorisé     |
| Crossout,                            | 2015 (bêta fermé) | Course/Combat motorisé     |
| Star Conflict Heroes                 | 2017              | RPG                        |